# Vorreformatorische Kirchen
Vorreformatorische Kirchen sind die christlichen Kirchen, die in der Tradition der Alten Kirche stehen und nicht aus der Reformationsbewegung des 16. Jahrhunderts oder anderen späteren Abspaltungen entstanden sind. Dazu gehören die orthodoxen und altorientalischen Kirchen sowie die römisch-katholische Kirche mit der lateinischen Kirche und den katholischen Ostkirchen, insgesamt rund 50 Kirchen. Die vorreformatorischen Kirchen ohne die Lateinische Kirche werden auch Ostkirchen genannt.
Davon abgegrenzt sind die lutherischen, reformierten, altkatholischen und weitere Kirchen und Bekenntnisse.
Davon zu unterscheiden sind vorreformatorische Bewegungen (Waldenser, John Wyclif, Hussiten) in dem Sinne, dass sie in der Zeit vom 12. bis zum 15. Jahrhundert teils Anliegen vertreten haben, die auch Strömungen der Reformation übernommen haben.

## Traditionslinien oder Ritusgruppen
Die vorreformatorischen Kirchen lassen sich in sechs Traditionslinien oder Ritengruppen einteilen:
|   | Ritus          | Kirchen                                             | Liturgiesprachen                                       |
| - | -------------- | --------------------------------------------------- | ------------------------------------------------------ |
| 1 | lateinisch     | Lateinische Kirche                                  | Lateinisch, Landessprachen                             |
| 2 | byzantinisch   | orthodoxe Kirchen                                   | Griechisch, Georgisch, Kirchenslawisch, Landessprachen |
| 3 | antiochenisch  | syrische, malankarische und maronitische Kirche     | Syrisch-Aramäisch, Arabisch, Malayalam                 |
| 4 | alexandrinisch | koptische und äthiopische Kirche                    | Koptisch, Altäthiopisch, Landessprachen                |
| 5 | armenisch      | armenische Kirchen                                  | Alt-Armenisch                                          |
| 6 | ostsyrisch     | nestorianische, chaldäische und malabarische Kirche | Syrisch-Aramäisch, Malayalam                           |

Die Kirchen der Gruppen 3–6 werden als „(alt-)orientalische Kirchen“ bezeichnet; die Ritengruppen 3, 4, 5 waren ursprünglich monophysitisch geprägt, der Ritus 6 nestorianisch. Diese Begriffe werden im nächsten Abschnitt erklärt.

## Häresien, Konzilien, Abspaltungen und Re-Unionen

### Arianismus
Arianer sind die Anhänger der Lehre, dass Christus nicht anfanglos und ewig ist, sondern ein Geschöpf des göttlichen Vaters, allerdings das erste und vollkommenste Geschöpf. Diese Vorstellung wurde als Irrlehre vom 1. Ökumenischen Konzil von Nicäa 325 verworfen: „Christus ist wahrhaftiger Gott vom wahrhaftigen Gott, gezeugt, nicht geschaffen, wesensgleich mit dem Vater“. Auf dem 2. Ökumenischen Konzil von Konstantinopel 381 wurde auch vom Heiligen Geist die volle Göttlichkeit ausgesagt und damit die trinitarische Lehre zum Abschluss gebracht. Eine abgeschwächte Form des Arianismus wurde von ostgermanischen Kirchen (Goten, Vandalen) vertreten: Christus sei Gott ähnlich, aber nicht wesensgleich. Arianische Gruppen existierten bis zum 7. Jahrhundert.

### Nestorianismus
Als „Nestorianer“ werden die Anhänger der (ursprünglich antiochenischen) Lehre bezeichnet, dass „Christus aus zwei getrennten Subjekten oder Naturen, einer göttlichen und einer menschlichen bestehe, die in ihm in Liebe verbunden sind“. Diese „dyophysitische“ Lehre – genauer die daraus resultierende Aussage, dass Maria nur „Menschengebärerin“ (griech. anthropotokos), aber keine „Gottesgebärerin“ (griech. theotokos) sei – wurde auf dem 3. Ökumenischen Konzil zu Ephesos 431 zur Irrlehre erklärt.
Hauptvertreter dieser antiochenischen dyophysitischen oder nestorianischen Lehre im 4. und 5. Jahrhundert waren vor allem Diodorus von Tarsus, Theodor von Mopsuestia und Theodoret von Kyros. Zur jüngeren antiochenischen Schule gehörten Johannes Chrysostomos, Nestorius – der letztlich namensgebend wurde – und Ibas von Edessa.
In diesem Sinne nestorianisch geprägt war die sog. Kirche des Ostens, die sich 424 als persische Nationalkirche von der römisch-byzantinischen Reichskirche getrennt und eine eigene Jurisdiktion etabliert hatte. Diese Kirche lehnte zwar nicht direkt die Lehre von Chalcedon 451 ab, sondern deren als monophysitisch empfundene Interpretation durch die Einigungsformel von 482 (das sog. Henotikon). Die „Alte Kirche des Ostens“ mit Sitz in Bagdad besteht immer noch. Die Assyrische Kirche des Ostens hat sich aufgrund der Festlegung auf einen anderen Kalender von der Alten Kirche des Ostens getrennt. Die Chaldäisch-katholische Kirche ist ebenso eine Abspaltung von der Alten Kirche des Ostens (allerdings mit Rom uniert, unter Aufgabe des Nestorianismus) wie einige Kirchen der Thomaschristen in Indien.
Die Bezeichnung „nestorianisch“ für die Kirche des Ostens war immer eine Außenbezeichnung seitens der katholischen und orthodoxen Kirche, die zunächst die „Irrlehre“ dieser Kirche deutlich machen sollte. Später wurde „nestorianisch“ zur Bezeichnung der entsprechenden christologischen Auffassung in der westlichen Kirchengeschichtsschreibung, so wird es auch in diesem Artikel verwendet. Die Selbstbezeichnung dieser Kirchen ist „ostsyrisch“, „chaldäisch“ oder „assyrisch“, „nestorianisch“ wird aus historischen Gründen teilweise als herabsetzend empfunden, schon weil sich die Alte Kirche des Ostens als Kirche apostolischen Ursprungs versteht.

### Monophysitismus

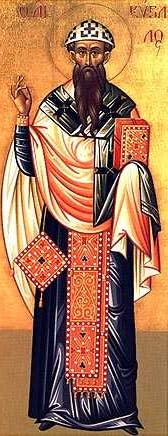
Kyrill von Alexandrien

Monophysiten sind die Anhänger der (ursprünglich alexandrinischen) Lehre, dass Christus nur eine Natur besitze, nämlich die göttliche. Die menschliche sei in der göttlichen förmlich „aufgesogen“ oder „verschluckt“. Diese Lehre wurde auf dem 4. Ökumenischen Konzil von Chalcedon 451 verworfen. Dieses beschloss die Formel „Christus hat beide Naturen – die göttliche und menschliche – gleichermaßen, unvermischt und ungetrennt in einer Person“.
Eine abgeschwächte Form des Monophysitismus vertrat Kyrill von Alexandria (um 380–444): Christus besitze beide Naturen, die sich aber zu einer Seinseinheit verflochten hätten („Miaphysitismus“), aber auch dagegen wendet sich das Konzil von Chalcedon, obwohl der Unterschied zur eigenen Lehre gering erscheint. Die monophysitischen Kirchen wurden von der Reichskirche als häretisch (Irrlehren) verfolgt. Monophysitisch (im abgeschwächten Sinne, also eher „miaphysitisch“) sind heute die syrische, armenische, koptische, äthiopische und malankarische Kirche. Die chalcedonische Lehre wird nur von den byzantinisch-orthodoxen und katholischen Kirchen ohne Abstriche anerkannt, sie werden deswegen auch chalcedonische Kirchen genannt, die übrigen Kirchen nicht-chalcedonisch.
Die Bezeichnung „monophysitische Kirchen“ für die Kirchen, die eine solche Christologie vertreten, ist eine Außenbezeichnung seitens der chalcedonischen Kirchen. Die westsyrische (aramäische), armenische, koptische und äthiopische Kirche haben nach ihrem Selbstverständnis eine vor-chalcedonische Christologie, die von ihnen – wie oben ausgeführt – als „miaphysitisch“ („vereinigte Natur(en) Christi“), nicht aber als monophysitisch aufgefasst wird. Die aus der unterschiedlichen Christologie resultierenden gegenseitigen theologischen Verurteilungen der chalcedonischen und nicht-chalcedonischen Kirchen wurden 1500 Jahre aufrechterhalten und erst in theologischen Gesprächen der 1970er und 1980er Jahre zwischen den orientalischen Kirchen einerseits und der katholischen Kirche bzw. den orthodoxen Kirchen andererseits weitgehend ausgeräumt. Allerdings hat diese prinzipielle theologische Einigung noch keinen kirchenrechtlichen Status erlangt.
Trotz der Problematik des Begriffs „monophysitisch“ wird er in der westlichen Kirchengeschichtsschreibung durchgängig verwendet und deswegen auch in diesem Artikel benutzt. Die inhärente Problematik sollte dem Leser bewusst sein.

### Monotheletismus
Monotheleten sind Anhänger der Lehre, dass Christus zwar zwei Naturen besitze, aber nur einen (göttlichen) Willen. Die Lehre wurde auf dem 6. Ökumenischen Konzil von Konstantinopel 680/681 verworfen. Ihre Anhänger waren die Maroniten, die sich aber später vollständig mit der katholischen Kirche unierten und damit den Monotheletismus aufgaben.

## Orientalische, orthodoxe, katholische und unierte Kirchen
Die orthodoxen und katholischen Kirchen gingen aus der römisch-byzantinischen Reichskirche hervor. Gemeinsam erkennen sie Aussagen der Ökumenischen Konzilien – insbesondere Nicäa 325, Konstantinopel 381 und Chalcedon 451 – an und werden deswegen auch chalzedonische Kirchen genannt. Die endgültige Trennung der Ost- und Westkirche erfolgte – nach vielen vorangegangenen Zerwürfnissen – durch das vor allem politisch motivierte Große Schisma von 1054.
Die heutigen byzantinisch- oder griechisch-orthodoxen Kirchen sind autokephal. Sie bestehen aus den vier altkirchlichen Patriarchaten – Antiochien, Alexandrien, Jerusalem und Konstantinopel – und etwa fünfzehn Nationalkirchen (die größten sind die russische, rumänische, serbische, griechische und bulgarische orthodoxe Kirche).
Die (römisch-)katholische Kirche ist monokephal (Anerkennung des Primats des Papstes, des Bischofs von Rom und Patriarchen des Abendlandes) und besteht aus der eigentlichen westlichen („lateinischen“) Kirche (in welcher der Römische Ritus und zumindest historisch gesehen die lateinische Sprache dominieren) und 22 autonomen unierten Kirchen, die aus Abspaltungen von den orthodoxen und orientalischen Kirchen entstanden sind. Diese unierten Kirchen erkennen den Juridiktions-Primat des Papstes und die katholischen Dogmen an, besitzen aber meist eigene Patriarchen oder Großerzbischöfe – die von Rom bestätigt werden müssen – und eigene Riten, die denen ihrer jeweiligen Herkunftskirche entsprechen.
Die nicht-chalzedonischen Kirchen werden auch als orientalische Kirchen bezeichnet. Im Folgenden werden die einzelnen katholischen, orthodoxen und orientalischen Kirchen ihren Traditionslinien oder Riten zugeordnet. Die nachreformatorischen („evangelischen“) und altkatholischen Kirchen werden in diesem Artikel nicht behandelt.

## Kirchen des römischen (lateinischen) Ritus

Der Petersdom in Rom

Die Stadt Rom mit dem Vatikan ist Papstsitz der Katholischen Kirche mit Jurisdiktion über die Gesamtkirche (Jurisdiktionsprimat). Die katholische Kirche besitzt etwa 1,2 Milliarden Mitglieder. Man unterscheidet 23 eigenständige Teilkirchen mit eigener Hierarchie, davon ist die Lateinische Kirche (Westkirche) die größte, sie befolgt den Römischen oder Lateinischen Ritus. Die übrigen unierten Teilkirchen (Katholische Ostkirchen) haben den Ritus beibehalten, den sie vor ihrer Union mit der Römischen Kirche besaßen. Zusammen bilden die unierten Ostkirchen und die römische Kirche die Katholische Kirche (Universalkirche). Sie werden hier unter ihren jeweiligen Riten oder Traditionslinien aufgeführt.
In der Lateinischen Kirche existieren traditionell zwei Patriarchen:
- Der Papst ist Bischof der Universalkirche und trägt den Titel des Patriarchen des Abendlandes („Patriarch von Rom“, „Patriarch des Westens“. Der Patriarchentitel wurde von Papst Benedikt XVI. aufgegeben) und
- der Lateinische Patriarch von Jerusalem (Israel, Palästina, Jordanien und Zypern), unbeschadet der Jurisdiktion des Papstes.

Die Ehrenpatriarchate von Lissabon, Venedig und die Ehrentitel Patriarch von Ostindien, Patriarch von Westindien haben keine eigene Jurisdiktion. Sie werden daher auch als Titular-Patriarchate bezeichnet.
Der Primatsanspruch des Bischofs von Rom wurde schon früh für die ganze Kirche erhoben (Ignatius von Antiochien), von der Ostkirche nur zeitweise vor 1054 akzeptiert, meist aber zurückgewiesen (z. B. auch auf dem Konzil von Chalcedon 451).
Die Liturgiesprache der Römischen Kirche ist Lateinisch; in historischen Sonderfällen sowie allgemein seit dem Zweiten Vatikanischen Konzil (1962–1965) sind die jeweiligen Landessprachen ebenfalls in der Liturgie zugelassen.
Neben dem Römischen Ritus (Lateinischer Ritus) im engeren Sinn gehören zur römischen Ritusgruppe (Westriten) folgende Varianten:
- Ambrosianischer Ritus (Mailand)
- Mozarabischer Ritus (Toledo)
- Gallikanischer Ritus (Frankreich)
- Sarum-Ritus (Salisbury, England)
- Ritus von Braga (Portugal)
- Anglikanischer Ritus (spielt in der Katholischen Kirche keine Rolle)
- Zairischer Ritus
- verschiedene Ordensliturgien

## Kirchen des byzantinisch-orthodoxen Ritus
Liturgiesprachen dieser Kirchen sind Griechisch, Georgisch, Kirchenslawisch, Rumänisch, Arabisch und moderne Volkssprachen.

### Die vier altkirchlichen orthodoxen Patriarchate
Diese vier Patriarchate sind die antike Keimzelle der gesamten orthodoxen Kirche. Auf die Nachfolge der altkirchlichen Patriarchate von Antiochien und Alexandrien berufen sich auch Kirchen, die nicht zum byzantinisch-orthodoxen Ritus zu rechnen sind.
- Ökumenisches Patriarchat von Konstantinopel. Dieses Patriarchat wurde 381 gegründet; es ist das ranghöchste der orthodoxen Kirchen. Dieser Vorrang erklärt sich vor allem dadurch, dass die anderen altkirchlichen Patriarchate – Alexandrien, Antiochien und Jerusalem – seit dem 7. Jahrhundert unter islamische Herrschaft gerieten. Heute ist das Patriarchat von Konstantinopel nur noch für Restgemeinden in der Türkei, auf Athos und den griechischen Inseln direkt zuständig. Unter seiner Führung stehen auch mehrere Emigrantenkirchen, nämlich die Karpartho-Russische Kirche Amerikas, die Ukrainisch-Orthodoxe Kirche der USA und Kanadas, die Albanisch-Orthodoxe Kirche Amerikas, die Belarussisch-Orthodoxe Kirche Nordamerikas und das Russisch-Orthodoxe Exarchat Westeuropas. Insgesamt ist das Patriarchat von Konstantinopel für fünf Millionen Gläubige zuständig.
- Patriarchat von Alexandrien. Entstanden aus dem altkirchlichen Patriarchat von Alexandrien. Es ist auch zuständig für kleine afrikanische Bistümer und Missionen, zu ihm gehören 250.000 Gläubige.
- Patriarchat von Antiochien. Entstanden aus dem altkirchlichen Patriarchat von Antiochien, Sitz in Damaskus, zuständig für den Mittleren Osten. Diese Kirche hat 750.000 Mitglieder.
- Patriarchat von Jerusalem. Patriarchat seit 451 zuständig für die Region Palästina, also heute für 300.000 Gläubige in den Palästinensischen Autonomiegebieten, Israel und Jordanien.

Die orthodoxen Patriarchate von Alexandrien, Antiochien und Jerusalem werden auch als melkitisch („königstreu“) bezeichnet. Gemeint ist damit die Treue zum byzantinischen Kaiser, der in den östlichen Sprachen durchgängig als „König“ bezeichnet wurde.

### Die autokephalen orthodoxen Kirchen
Es gibt heute folgende elf autokephale byzantinisch-orthodoxe Kirchen, die selbstständig ihre Oberhäupter bestimmen können:
- Georgische Orthodoxe Kirche. Gegründet im 4. Jahrhundert Die georgische Kirche war nicht auf dem Konzil von Chalcedon vertreten und hat zunächst mit der Armenischen Kirche das monophysitische (antiochenische) Bekenntnis angenommen; 594 wurde die Lehre von Chalcedon akzeptiert. Patriarchat von Mzcheta bei Tiflis, vier Millionen Mitglieder. Liturgiesprache ist Alt-Georgisch.
- Kirche von Zypern. Gründung 431, 600.000 Gläubige.
- Bulgarisch-Orthodoxe Kirche. Gründung 927, sieben Millionen Gläubige.
- Serbisch-Orthodoxe Kirche. Gründung 1219, elf Millionen Gläubige
- Russisch-Orthodoxe Kirche. Gründung 1448, Patriarchat Moskau 1589, 120 Millionen Mitglieder.
- Orthodoxe Kirche von Griechenland. Gründung 1850; zehn Millionen Mitglieder.
- Rumänisch-Orthodoxe Kirche. Gründung 1885; 18 Millionen Mitglieder.
- Orthodoxe Kirche von Tschechien und der Slowakei. Gründung 1920; 80.000 Mitglieder.
- Orthodoxe Kirche von Polen. Gründung 1924; eine Million Mitglieder.
- Autokephale orthodoxe Kirche von Albanien. Gründung 1937; 500.000 Mitglieder.
- Orthodoxe Kirche in Amerika. Gründung 1970; zwei Millionen Mitglieder.

### Die orthodoxen Kirchen mit umstrittener Autokephalie
Die Autokephalie einiger orthodoxer Kirchen ist nach orthodoxem Kirchenrecht bisher nicht bestätigt worden und wird von den anderen byzantinisch-orthodoxen Kirchen deshalb nicht anerkannt. Dies sind:
- Orthodoxe Kirche Bessarabiens (gegründet 1918)
- Belarussische Autokephale Orthodoxe Kirche (1921)
- Orthodoxe Kirche der Ukraine (2018, Nachfolger der Ukrainische Autokephale Orthodoxe Kirche (1921/1940))
- Türkische Orthodoxe Kirche (1920er)
- Französisch-Orthodoxe Kirche (1936)
- Mazedonisch-Orthodoxe Kirche (1967/2022)
- Orthodoxe Kirche in Amerika (1970)
- Montenegrinische Orthodoxe Kirche (1993)
- Abchasisch-Orthodoxe Kirche (2009)
- Orthodoxe Kirche in Italien
- Kroatisch-Orthodoxe Kirche

### Die autonomen orthodoxen Kirchen
Folgende byzantinisch-orthodoxe Kirchen gelten als autonom. Sie genießen zwar eine relative Unabhängigkeit, bei der Bestimmung ihres Oberhauptes hat aber eine übergeordnete orthodoxe Kirche ein Mitspracherecht.
- Erzbistum des Sinaiklosters, Frühkirchlich; etwa 1.000 Gläubige im Sinaikloster und Umgebung
- Orthodoxe Kirche in Finnland, Gründung 1957; 60.000 Mitglieder
- Orthodoxe Kirche in Estland, 7.000 Mitglieder
- Orthodoxe Kirche in Japan, Gründung 1970; 30.000 Mitglieder
- Orthodoxe Kirche in China, 20.000 Mitglieder
- Orthodoxe Kirche in Moldawien
- Orthodoxe Kirche in der Ukraine
- Orthodoxe Kirche in Belarus

### Die unierten Kirchen mit byzantinischem Ritus
Es gibt 15 mit der römisch-katholischen Kirche unierte ehemals byzantinisch-orthodoxe Teilkirchen.
- Melkitisch-katholische Kirche oder Griechisch-katholische Kirche. Eine mit Rom unierte Kirche, die unter dem Einfluss der lateinischen Kreuzfahrerstaaten und durch Missionierungen im 17. Jahrhundert aus den drei melkitischen Patriarchaten (s. o.) entstand; seit 1724 gibt es das melkitisch-katholische Patriarchat von Antiochien mit Sitz in Damaskus. Sein Oberhaupt führt seit 1772 den Titel eines „Patriarchen von Antiochien, Alexandrien und Jerusalem“. Die Kirche hat 1,3 Millionen Mitglieder.

Die weiteren 14 unierten Kirchen mit byzantinisch-orthodoxen Ritus entstanden durch mehrere Unionen, zum Beispiel:
- Brester Union 1595: Abspaltung von der orthodoxen Kirche (Patriarchat Konstantinopel) in Litauen, Polen, der Ukraine und Belarus
- Kroatische Union 1611: Abspaltung von der serbisch-orthodoxen Kirche in Kroatien, Serbien, Albanien und Rumänien.
- Uzhoroder Union 1646: Abspaltung von der orthodoxen Kirche (Patriarchat Konstantinopel) in der Ukraine, Slowakei, Ungarn und Rumänien

Im sowjetischen Machtbereich erfolgte nach 1945 eine starke Zwangs-Reorthodoxisierung und die Auflösung der Unionskirchen. Die ukrainische, russische und rumänische Unionskirche bestehen heute primär in den USA weiter, inzwischen auch wieder in der Ukraine und in Rumänien, wo ihre jeweiligen Großerzbischöfe residieren.
Es entstanden folgende unierte Kirchen mit byzantinischem Ritus:
- Ukrainische katholische Kirche. fünf Millionen Mitglieder.
- Ruthenische griechisch-katholische Kirche. 500.000 Mitglieder.
- Belarussische Griechisch-Katholische Kirche. 100.000 Mitglieder.
- Ungarische katholische Kirche. 300.000 Mitglieder.
- Rumänische griechisch-katholische Kirche. 1,1 Millionen Mitglieder.
- Slowakische katholische Kirche. 200.000 Mitglieder.
- Russische katholische Kirche. Mitgliederzahl unbekannt.
- Byzantinische Kirche in Kroatien und Serbien. 50.000 Mitglieder.
- Bulgarisch-katholische Kirche. Unierte Kirche Bulgariens, gegründet 1860, 15.000 Mitglieder.
- Griechisch-katholische Kirche. Gegründet 1860, Sitz zunächst Istanbul, seit 1923 Athen; 2.000 Mitglieder.
- Italo-albanische Kirche. Besteht seit dem 15. Jahrhundert, eigene Bistümer seit 1919; 60.000 Mitglieder.
- Albanische griechisch-katholische Kirche. Mitgliederzahl unbekannt.
- Mazedonische Griechisch-katholische Kirche.
- Georgisch-katholische Kirche. Ehemalig, nicht eigenständig.

## Kirchen des antiochenischen oder westsyrischen Ritus
Die Liturgiesprachen dieser orientalischen Kirchen sind klassisches Syrisch (eine aramäische Sprache) und Arabisch.
- Syrisch-orthodoxe Kirche oder Jakobitische Kirche. Monophysitische Kirche; Patriarchat ist seit 518 Antiochien, mit Sitz heute in Damaskus. Die syrisch-orthodoxe Kirche ist in Syrien, im Irak und in der Türkei (Aramäer des Tur Abdin; Istanbul) verbreitet, Missionen gab und gibt es in Indien. Sie besitzt rund 500.000 Mitglieder. 1364–1839 gab es ein schismatisches Patriarchat des Tur Abdin mit Sitz Mor Yakub in Salah.
- Syrisch-katholische Kirche. Mit Rom unierte Kirche jakobitischer syrischer Christen seit dem 17. Jahrhundert (dann natürlich Aufgabe des Monophysitismus), seit 1783 besteht das syrisch-katholische Patriarchat von Antiochien mit Sitz heute in Beirut. Patriarchalvikariate und Bistümer gibt es in Kairo, Jerusalem, Mardin (Türkei), Syrien, Iran und dem Libanon. Die unierte syrisch-katholische Kirche hat 190.000 Mitglieder.
- Malankarisch-orthodoxe Kirche oder Syrisch-orthodoxe Kirche Indiens. Kirche jakobitischer syrischer Monophysiten, die nach Missionierungen 1665 gegründet wurde; sie entstand aus der Gruppe der ehemaligen nestorianischen Thomaschristen, die sich 1661 nicht in der malabarisch-katholische Kirche (s. u.) mit Rom unieren wollte. Die malankarische Kirche besitzt insgesamt über fünf Millionen Mitglieder und gliedert sich in zwei unabhängige Unterkirchen: die malankarische syrisch-orthodoxe Kirche erkennt den syrisch-orthodoxen Patriarchen von Antiochien als Oberhaupt an, die malankarische orthodox-syrische Kirche ist autokephal. Beide werden jeweils von einem indischen Katholikos geleitet. Vor der Trennung der beiden Gruppen spaltete sich bereits im 19. Jahrhundert die anglikanischen Mar-Thoma-Christen ab.
- Malankarisch-katholische Kirche. Unierte Kirche, die sich 1930 von den malankarischen Kirchen Indiens abgespalten hat. Sie hat 300.000 Gläubige.
- Maronitische Kirche. Die Maroniten sind bereits seit 1181 unter dem Einfluss der Kreuzfahrer vollständig mit Rom uniert und haben dabei ihren ursprünglich monotheletischen Glauben (s. o.) aufgegeben. Die Maronitische Kirche ist heute vor allem im Libanon (Patriarch in Bkerke), aber auch in Syrien, Zypern, Ägypten und Amerika verbreitet und besitzt 3,2 Millionen Mitglieder.
- Syrisch-Orthodoxe Kirche von Europa

## Kirchen des alexandrinischen oder koptisch-äthiopischen Ritus
Die Liturgiesprachen dieser Kirchen sind Koptisch, Arabisch bzw. Altäthiopisch.
- Koptisch-orthodoxe Kirche. Monophysitische Kirche, die aus dem altkirchlichen Patriarch von Alexandrien hervorgegangen ist. Sie hat seit 576 ein eigenes Patriarchat ('Papst') von Alexandrien mit Sitz in Kairo. Sie umfasst heute fast alle ägyptischen Christen und zählt acht Millionen Mitglieder.
  - Britisch-Orthodoxe Kirche
- Koptisch-katholische Kirche. Union von Teilen der koptisch-orthodoxen Kirche mit Rom. Seit 1741 Vikariat, seit 1824 Patriarchat von Kairo (Neuerrichtung 1895). Die koptisch-katholische Kirche hat 200.000 Mitglieder.
- Äthiopisch-orthodoxe Kirche. Die Kirche entstand durch frühe Missionierung durch Frumentius, seit Mitte des 4. Jahrhunderts war sie Staatskirche des Aksumitischen Reichs. Über Jahrhunderte war sie vom koptischen Patriarchat in Alexandrien abhängig, dadurch erfolgte seit dem 5. Jahrhundert eine monophysitische Ausrichtung; zunächst Metropolitansitz in Aksum, seit 1632 in Gondar in Äthiopien, ab 1893 in Addis Abeba, bis in das 20. Jahrhundert immer mit einem Kopten besetzt. Die äthiopisch-orthodoxe Kirche ist erst seit 1959 autokephales Patriarchat und hat 35-40 Millionen Mitglieder.
- Eritreisch-orthodoxe Kirche. Sie wurde 1993 von der äthiopisch-orthodoxen Kirche abgespalten und hat ihr Patriarchat in Asmara, Eritrea. 2 Millionen Mitglieder.
- Äthiopisch-katholische Kirche. Die erste äthiopische Union mit Rom erfolgte 1622–1636 unter dem Einfluss portugiesischer Jesuiten. Seit 1890 gab es katholische Missionierung von Eritrea aus. Seit 1961 gibt es eine katholisch-äthiopische Metropolie in Addis Abeba. Die Kirche hat 200.000 Mitglieder.
- Eritreisch-katholische Kirche. Sie wurde 2015 von der Äthiopisch-katholischen Kirche abgespalten.

## Kirchen des armenischen Ritus
Die Liturgiesprache der beiden Kirchen mit armenischem Ritus ist Alt-Armenisch.
- Armenisch-orthodoxe Kirche. Monophysitische Kirche. Das Christentum breitete sich in Armenien seit dem 3. Jahrhundert aus, 314 wurde es Staatsreligion. Monophysitischen Einfluss gab es seit dem 4. Jahrhundert, 506 wurde auf der Synode von Dwin offiziell die Lehre des Konzils von Chalcedon verworfen. Die Katholikoi der armenisch-orthodoxen Kirche haben ihren Sitz in Etschmiadsin (bei Jerewan in Armenien) und in Sis in Kilikien, im 20. Jahrhundert verlagert nach Antelias im Libanon. Rangniedrigere armenische Patriarchate gibt es in Jerusalem und Istanbul. Die armenisch-orthodoxe Kirche hat sechs Millionen Mitglieder.
- Armenisch-katholische Kirche. Mit Rom unierte Kirche mit einem Patriarchat von Sis (Kilikien) seit 1198, erneuert 1740, seit 1928 mit Sitz in Bzommar bei Beirut. Erzbistümer sind Aleppo, Bagdad und Istanbul, Bistümer Alexandrien, Isfahan und Qamischli. Die armenisch-katholische Kirche hat 350.000 Mitglieder. Zu ihr gehört auch der Orden der Mechitaristen in Venedig und Wien.

## Kirchen des ostsyrischen oder chaldäischen Ritus
Die Liturgiesprache der ostsyrischen Kirchen ist klassisches Syrisch-Aramäisch. Die Christologie dieser Traditionslinie ist ursprünglich „nestorianisch“, vor-ephesinisch und nicht-chalzedonisch. Die unierten Kirchen aus dieser Ritusgruppe haben die Lehren des Konzils von Chalcedon anerkannt und damit die nestorianische Christologie verworfen.
- Alte Kirche des Ostens. Ostsyrisch-persische Kirche apostolischen Ursprungs, die seit 486 als persisch-sassanidische Nationalkirche von der römisch-byzantinischen Reichskirche getrennt wurde. Ihre Christologie ist nestorianisch und nicht-chalzedonisch (s.o). Im 6. bis 8. Jahrhundert missionarische Aktivitäten in Zentralasien, China und Indien (Thomaschristen). Die Kirche des Ostens wurde durch islamische Mächte und die Mongolenstürme stark zurückgedrängt. Heute besteht sie als Assyrische Kirche des Ostens mit 400.000 Mitgliedern in Iran, Irak, Syrien, Türkei und den USA. Patriarchatsort der Assyrischen Kirche ist Ktesiphon bei Bagdad, Sitz war ab Anfang 20. Jahrhundert in Morton Grove (einem Vorort von Chicago), seit 2015 Ankawa bei Erbil im Nordirak. Seit 1964 ist durch ein Schisma ein zweites Patriarchat mit eigener Jurisdiktion in Bagdad entstanden, die Alte Kirche des Ostens.
- Kirche des Ostens in Indien oder Malabarische Kirche. Die malabarische Kirche als Bestandteil der Assyrischen Kirche des Ostens entwickelte sich aus nestorianischen sowie ehemals malabarisch-katholischen Thomaschristen (siehe Elias Mellus). Sie ist eine Kirche in Indien, die weder mit Rom (vgl. Malabarisch-katholische Kirche) noch mit den monophysitischen Syrisch-orthodoxen Kirchen Indiens in Gemeinschaft steht. Sie hat weniger als 100.000 Mitglieder.
- Chaldäisch-katholische Kirche oder Chaldäische Kirche. Unierte Kirche, die sich von der Assyrischen Kirche seit dem 16. Jahrhundert abgespalten und mit Rom uniert hat. 1553 erster Patriarch, seit 1696 Patriarchat von Babylon, seit 2022 Patriarchat von Bagdad mit Sitz in Bagdad. Die Chaldäische Kirche ist im Irak, Iran, in Syrien und im Libanon vertreten und hat 350.000 Mitglieder. Seit 2001 können Mitglieder der assyrischen und chaldäischen Kirche wechselseitig an der Kommunion teilnehmen.
- Malabarisch-katholische Kirche. Eine seit dem Ende des 16. Jahrhunderts durch portugiesischen Druck aus den ehemaligen nestorianischen Thomaschristen entstandene Kirche, 1599 Zwangsunion mit Rom und teilweise Übernahme des lateinischen Ritus (in syrischer Sprache); Bruch mit Rom 1653; 1661 Reunierung des größeren Teils (84 von 116 Gemeinden) unter grundsätzlicher Beibehaltung des ostsyrischen Ritus; die übrigen bildeten die neugegründete syrisch-orthodoxe Kirche Indiens, einige blieben unabhängig nestorianisch (siehe Kirche des Ostens (Indien)). Seit 1923 gibt es eine einheimische malabarisch-katholische Hierarchie. Die malabarisch-katholische Kirche hat vier Millionen Mitglieder.

### Fachlexika Religion und Kirchen
- Hans D. Betz u. a. (Hrsg.): Religion in Geschichte und Gegenwart. Handwörterbuch für Theologie und Religionswissenschaft. 8 Bände und ein Registerband. 4. Auflage, Mohr-Siebeck, Tübingen 1998–2007, ISBN 3-16-146941-0.
- John Bowker (Hrsg.): Das Oxford-Lexikon der Weltreligionen. Wissenschaftliche Buchgesellschaft, Darmstadt und Patmos Verlag, Düsseldorf 1999.
- Erwin Fahlbusch (Hrsg.): Taschenlexikon Religion und Theologie. Vandenhoeck & Ruprecht, Göttingen 1971.
- Kurt Galling (Hrsg.): Die Religion in Geschichte und Gegenwart. 3. Auflage, Studienausgabe, J.C.B. Mohr, Tübingen 1986.
- Libreria Editrice Vaticana 2007: Annuario Pontificio per l’anno 2007 (Päpstliches Jahrbuch).
- Gerhard Müller, Horst Balz, Gerhard Krause (Hrsg.): Theologische Realenzyklopädie. 36 Bände, De Gruyter, Berlin 1976–2004, ISBN 3-11-002218-4 / ISBN 3-11-013898-0 / ISBN 3-11-016295-4; Studienausgabe: ISBN 3-11-013898-0 / ISBN 3-11-016295-4.
- Niccolò Del Re (Hrsg.): Vatikan-Lexikon. Pattloch, Augsburg 1998.
- Johannes Oeldemann: Die Kirchen des christlichen Ostens. Orthodoxe, orientalische und mit Rom unierte Ostkirchen. Regensburg 2006.
- Ostkirchliches Institut Regensburg: Orthodoxia 2007 (Jahrbuch für die Orthodoxie).
- Thomas Schirrmacher (Hrsg.): Lexikon der Religionen. Harenberg, Dortmund 2002.
- St. Gabriel-Verlag 1992: Atlas Hierarchicus (Jurisdiktionsbezirke, Statistik).
- Sigrid Tröger, Karl-Wolfgang Tröger (Hrsg.): Kirchen-Lexikon. Christliche Kirchen, Freikirchen und Gemeinschaften im Überblick. Union, Berlin 1990, ISBN 3-372-00302-0. Beck, München 1990, ISBN 3-406-34230-2.

### Kirchengeschichte
- Hubert Jedin: Kleine Konziliengeschichte. Herder, Freiburg 1966.
- Walther von Loewenich: Die Geschichte der Kirche. Siebenstern Taschenbuch Verlag, München/Hamburg 1968.
- Armin Sierszyn: 2000 Jahre Kirchengeschichte. Hänssler, Holzgerlingen 2001.

### Spezielle Literatur
- Christoph Baumer: Frühes Christentum zwischen Euphrat und Jangtse. Eine Zeitreise entlang der Seidenstraße zur Kirche des Ostens. Urachhaus, Stuttgart 2005.
- Emma Brunner-Traut: Die Kopten. Leben und Lehre der frühen Christen in Ägypten. Eugen Diederichs, Köln 1982.
- Heinrich Gerhard Franz: Kunst und Kultur entlang der Seidenstraße. Adeva, Graz 1987 (Zur nestorianischen Religion).
- John Galey: Sinai und das Katharinenkloster. Belser, Stuttgart und Zürich 1983. (Zum Erzbistum Sinaikloster.)
- Hans Wilhelm Haussig: Die Geschichte Zentralasiens und der Seidenstraße in vorislamischer Zeit. Wissenschaftliche Buchgesellschaft, Darmstadt 1983 (Zur nestorianischen Religion).
- Hans Hollerweger: Lebendiges Kulturerbe Tur Abdin. Linz 1999 (Jakobitische Aramäer in der Osttürkei).
- Matthias Vogt: Christen im Nahen Osten. Zwischen Martyrium und Exodus. Darmstadt 2019.